# Longs Nunatak
Longs Nunatak är en nunatak i Antarktis. Den ligger i Östantarktis. Australien gör anspråk på området. Toppen på Longs Nunatak är 45 meter över havet.
Terrängen runt Longs Nunatak är kuperad åt nordost, men åt sydväst är den platt. Havet är nära Longs Nunatak åt nordväst. Trakten är obefolkad. Det finns inga samhällen i närheten. 